# Closterium
Closterium es un género de algas, perteneciente a la familia Closteriaceae.
Son alargadas y cilíndricas, unicelulares a menudo con forma semilunar compuesta de dos semicélulas simétricas individuales, los cloroplastos axiales con muchos pirenoides en cada semicélula. Las vacuolas muy visibles en los extremos de la célula con CaSO4 (yeso) y con los cristales "bailando" entre las mismas.

## Further species
Closterium regulare Breb , se ha vuelto a descubrir en el Reino Unido. Fue descrita por primera vez de la Baja Normandía por Brebisson.

## Reproducción

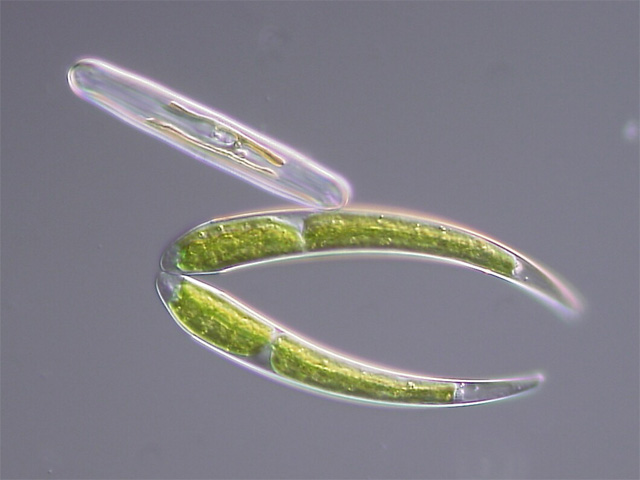
Closterium sp. durante una fase de mitosis

Asexual: de una célula madre con particiones.
Sexual: Por conjugación.

## Especies
| - C. acerosum - C. calosporum - C. cornu - C. ehrenbergii - C. gracile - C. incurvum - C. littorale - C. lunula - C. moniliferum | - C. navicula - C. peracerosum - C. pleurodermatum - C. pusillum - C. selenastrum - C. spinosporum - C. tumidum - C. venus - C. wallichii |